# Renata Tebaldi

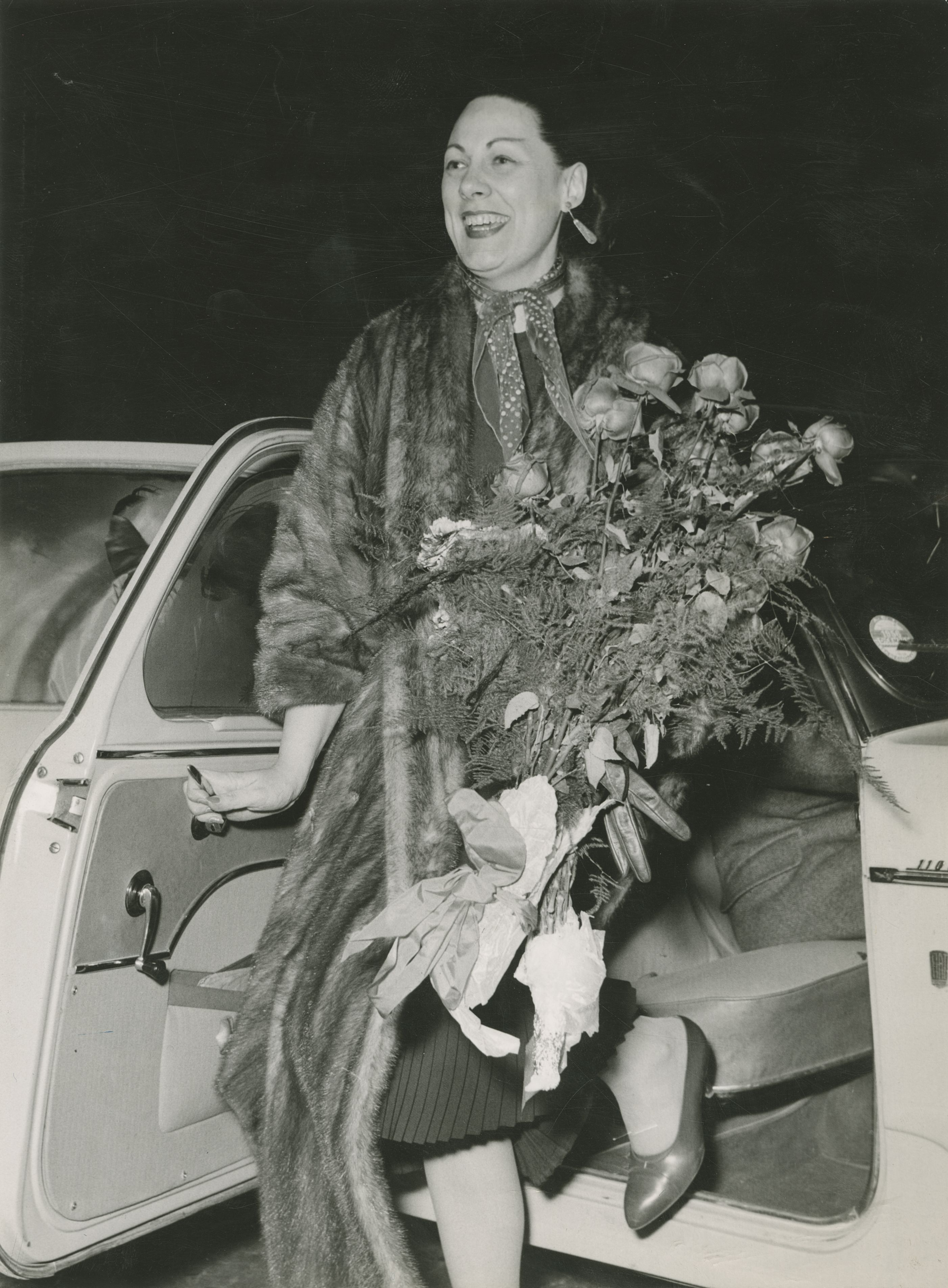
Renata Ersilia Clotilde Tebaldi, 1956

Renata Ersilia Clotilde Tebaldi (* 1. Februar 1922 in Pesaro; † 19. Dezember 2004 in San Marino), bekannt als die „Engelsstimme“, war eine italienische Opernsängerin (Spinto-Sopran).

## Leben
Renata Tebaldi wurde als Tochter eines Orchestermusikers geboren. Trotz schwerer Krankheiten – sie erkrankte als Kind an Kinderlähmung – und Armut ihrer Familie konnte sie am Konservatorium in Parma Gesang studieren, nachdem sie zunächst Pianistin werden wollte. Ihr Debüt hatte sie im Jahr 1944. Nach dem Zweiten Weltkrieg wurde sie als Sopran vom Dirigenten Arturo Toscanini entdeckt, gefördert und an die Mailänder Scala verpflichtet, wo sie 1946 bei einem berühmt gewordenen Konzert zur Wiedereröffnung des Hauses nach kriegsbedingter Renovierung mitwirkte.
Mit der ebenfalls an der Scala engagierten Maria Callas kam es zum Wettstreit der Stimmen. Nach Platzhirsch-Rangeleien wich Renata Tebaldi in die USA aus. Von 1955 bis 1973 gehörte sie zum Ensemble der Metropolitan Opera in New York und unternahm weltweite Konzertreisen. In 17 Spielzeiten trat die Sopranistin in 210 Aufführungen an der „Met“ auf.
Sie zählt neben Maria Callas zu den erfolgreichsten Sängerinnen der zweiten Hälfte des 20. Jahrhunderts. Es wird vielfach kolportiert, dass die beiden Diven einander nicht mochten. „Tigerin“ gegen „Engel“ lauteten in den 1950er und 1960er Jahren in der Presse erscheinende Geschichten über Hakeleien Callas kontra Tebaldi. Die Opernfreunde waren weltweit in einem Glaubensstreit befangen, wem die Krone der besseren Sängerin gebührte.
„Die Tebaldi“ machte sich vor allem als Interpretin in Opern von Giuseppe Verdi und Giacomo Puccini einen Namen. In der Rolle der Desdemona in der Verdi-Oper Otello brillierte sie. Mit dieser Rolle begann und endete ihr New Yorker Engagement.
Im Jahr 1973 zog sich Renata Tebaldi vom Vortrag von Opernpartien und später aus dem öffentlichen Leben zurück. Ihr letzter Auftritt mit einem Lied war 1976 in der Mailänder Scala. Sie starb nach längerer Krankheit am 19. Dezember 2004 in ihrem Haus in San Marino.
Ihr Repertoire umfasste u. a. die Rollen von Desdemona in Verdis Otello, Aida in Verdis Aida, Violetta in Verdis La traviata, Manon in Puccinis Manon Lescaut, Puccinis Tosca, Wally in Catalanis La Wally, Adriana in Cileas Adriana Lecouvreur, Cleopatra in Händels Giulio Cesare, Elisabeth in Wagners Tannhäuser sowie Elsa in Wagners Lohengrin.
Einen Großteil ihrer Bühnenrollen hat sie für die Schallplatte aufgenommen. Bei 14 Gesamtaufnahmen italienischer Opern war dabei im Tonstudio Mario Del Monaco ihr Tenorpartner, sechsmal Carlo Bergonzi.
Am 7. Juni 2014 wurde in Busseto das Museo Renata Tebaldi eröffnet.